# Fritz Luckhardt

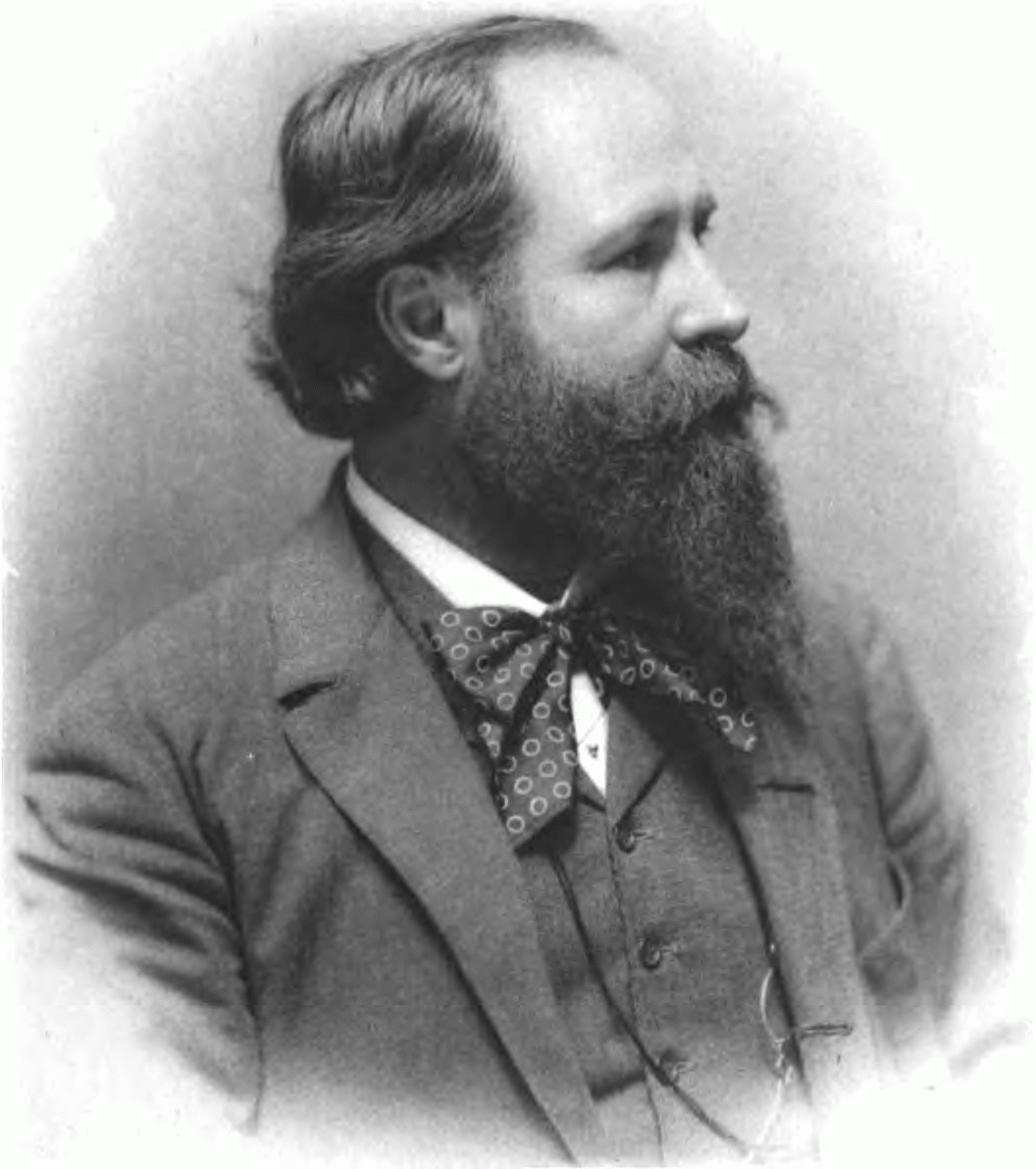
Fritz Luckhardt (Heliogravüre nach einer Photographie von Erwin Hanfstaengl, 1895)

Fritz Luckhardt (* 17. März 1843 in Kassel; † 29. November 1894 in Wien) war ein österreichischer Photograph deutscher Herkunft.

## Biografie

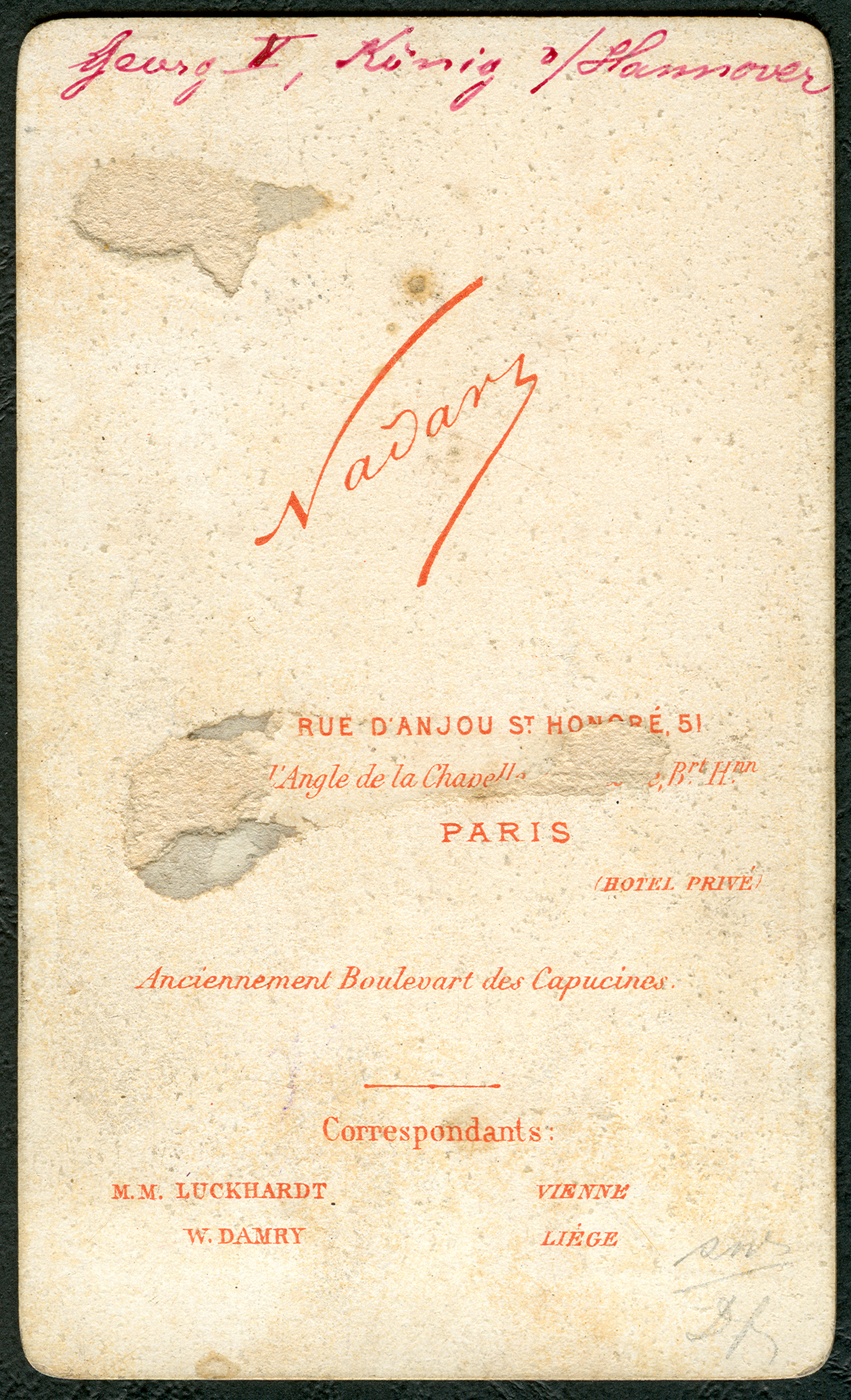
Revers einer Carte de Visite von König Georg V. von Hannover, angefertigt 1874 von Nadar mit Bezugnahme auf M.M. (le maître des maîtres, den „Meister der Meister“) Fritz Luckhardt

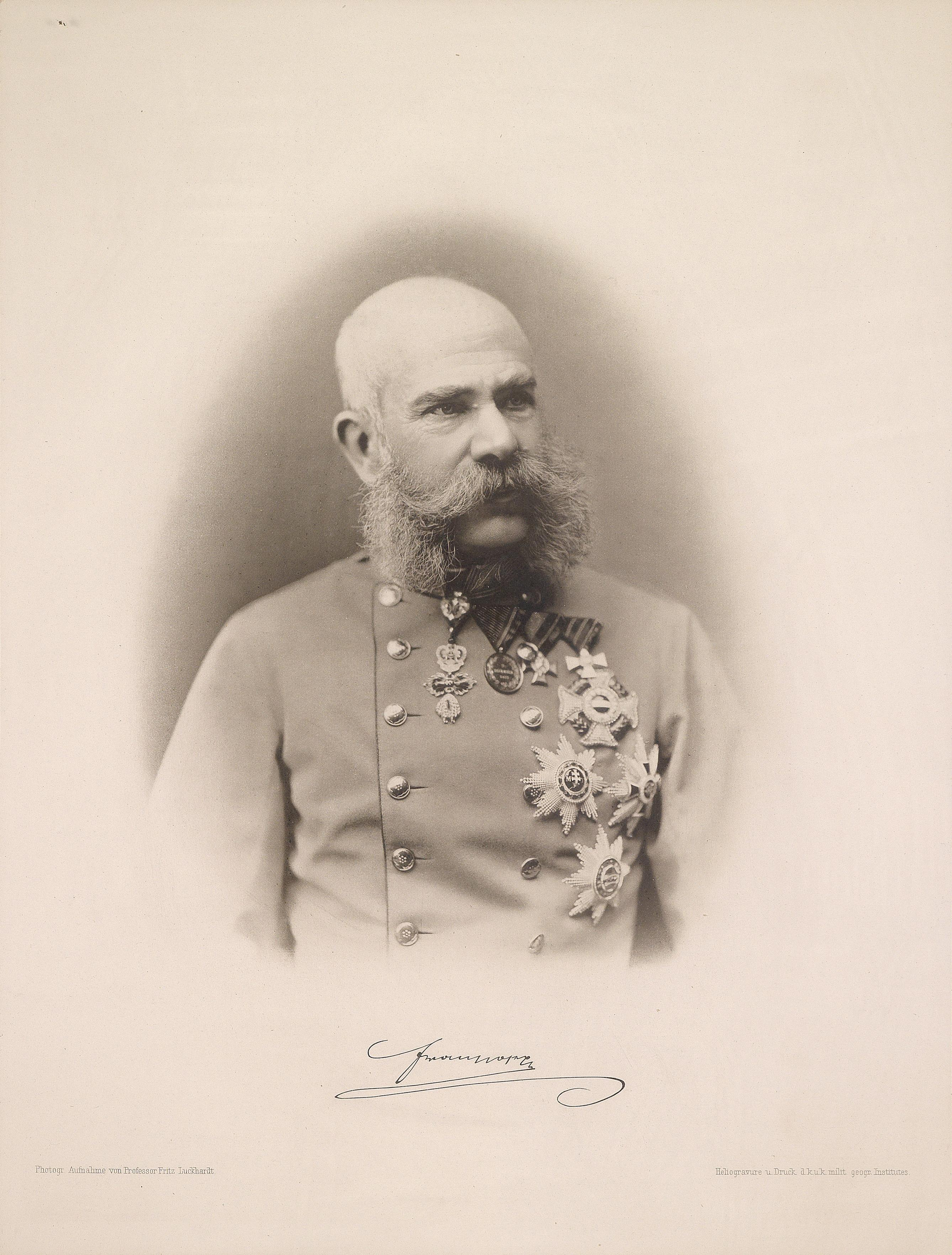
Kaiser Franz Joseph I. (Heliogravure nach einer Photographie von Fritz Luckhardt)

Fritz Luckhardt besuchte zunächst das Polytechnikum in Kassel und arbeitete anschließend in einer Seifensiederei in Hannover sowie in einer Parfümeriefabrik in Paris und kam später in das Atelier von René Dagron.
Nach seiner Übersiedlung nach Wien im Jahre 1865 war er zunächst Fremdsprachenkorrespondent im Atelier von Oscar Kramer, bevor er 1867 sein eigenes Studio eröffnete. Bekannt wurde Luckhardt mit den in den Jahren 1868 bis 1872 von ihm angefertigten Stereobildern mit Porträts schöner Frauen. 1867 erwarb er bei Ludwig Angerer die Kenntnisse des Lichtdrucks.
In den folgenden Jahren spezialisierte sich Luckhardt auf die Porträtphotographie der Prominenz, insbesondere von Künstlern. 1871 bis 1887 war er Sekretär der Photographischen Gesellschaft. Nach seinem Tod wurde das Atelier von seiner Witwe, Franziska („Fanny“) Luckhardt, geb. Uchatius, weitergeführt.

## Vorträge
- Über die Negativretusche, am 12. Oktober 1889 vor dem Club der Amateur-Photographen in Wien[3].

## Auszeichnungen
- 1870: Verleihung des Titels k.u.k. Hoflieferant[4].
- 1873: Ritterkreuz des Franz-Joseph-Ordens[5].
- 1873: Ehrendiplom (photographische Ausstellung in Lyon)[6]
- 1883: Verleihung des Titels Professor durch den Herzog von Sachsen-Meiningen
- 1886: Verleihung der Ehrenmitgliedschaft der Photographischen Gesellschaft
- 1888: Maria-Theresia-Medaille in Vermeille[7]